# Janusz Cygański
Janusz Aleksander Cygański (ur. 1951 w Suszu) – polski historyk i muzealnik, w latach 1987–2013 dyrektor Muzeum Warmii i Mazur w Olsztynie, w latach 2013–2019 kierownik Muzeum Zamkowego w Kwidzynie.

## Życiorys
Urodził się w 1951 w Suszu, w powiecie iławskim. W 1965 ukończył suską szkołę podstawową. W 1969 zdał maturę w IX Liceum Ogólnokształcącym w Iławie. W 1975 ukończył historię na Uniwersytecie Mikołaja Kopernika w Toruniu, natomiast w 1982  – roczne, podyplomowe Studium Konserwacji Zabytków na Wydziale Architektury Politechniki Warszawskiej. Po ukończeniu studiów odbył przeszkolenie wojskowe w Szkole Oficerów Rezerwy w Elblągu i Olsztynie. W 1976 podjął pracę w Urzędzie Wojewódzkiego Konserwatora Zabytków w Olsztynie. Od 1982 przez 6 lat pełnił funkcję dyrektora Muzeum Budownictwa Ludowego Park Etnograficzny w Olsztynku. 15 października 1987 roku objął stanowisko dyrektora Muzeum Warmii i Mazur w Olsztynie, gdzie pracował do lutego 2013. Od października 2013 do stycznia 2019 był kierownikiem Muzeum Zamkowego w Kwidzynie (oddział Muzeum Zamkowego w Malborku).
Od 1975 jest żonaty z Elżbietą. Ma dwójkę dzieci Piotra i Katarzynę.

## Działalność
Działa na rzecz ochrony dziedzictwa kulturowego na Warmii i Mazurach. Jak dyrektor Muzeum kreował obraz tej placówki jako otwartej, „przyjaznej” dla zwiedzających i aktywnej kulturalnie, jednocześnie pełniącej funkcje edukacyjne. W swojej pracy wychodził poza statutowe zadania placówki muzealniczej, prowadził szereg działań zmierzających do przekształcenia Muzeum Warmii i Mazur w centrum kultury. Działał na rzecz rozwoju muzeów w regionie Warmii i Mazur. Rozwinął współpracę z pracownią konserwacji zabytków Uniwersytetu Mikołaja Kopernika w Toruniu. Pod jego kierunkiem w Muzeum Warmii i Mazur poza stałą działalnością wystawienniczą organizowane były cykle tematyczne, m.in.:
- Niedziela w Muzeum
- Czwartek z Mikołajem Kopernikiem
- Życiorysy
- Cavata na olsztyńskim zamku

## Nagrody i wyróżnienia
- tytuł Osobowość Roku ’98 Warmii i Mazur (1999)
- dwukrotny laureat nagrody prezydenta Olsztyna w dziedzinie kultury (2000, 2006).
- odznaczony Złotym Krzyżem Zasługi
- laureat statuetki „Ludzie dobrej woli” przyznawanej przez Kapitułę Wielkiego Serca (2002)
- Medal Komisji Edukacji Narodowej (2010)[1]
- Brązowy medal „Zasłużony Kulturze Gloria Artis” (2019)[2]